# Museo Aeronáutico de Lanzarote
El Museo Aeronáutico de Lanzarote es un museo ubicado en el Aeropuerto César Manrique, en la Lanzarote, provincia de Las Palmas, España. Inaugurado en 2005, el museo se encuentra en la primera terminal de pasajeros construida en el aeropuerto de Lanzarote, que estuvo en servicio desde 1946 hasta 1970.

## Descripción
La antigua terminal de pasajeros de lo que entonces era un pequeño aeródromo, y que llegaría a ser un importante motor de la economía canaria y del transporte en la isla de Lanzarote, mantiene muchas características de otras construcciones similares de la época. La torre de control se encuentra por delante de la pista de aterrizaje, la cual está rodeada de unos jardines paralelos en forma de ala. Las características arquitectónicas más destacadas del edificio, restaurado para su habilitación como museo moderno, son la cuadratura de sus plantas, la sencillez decorativa y la individualización de sus elementos.
Las instalaciones del museo se configuran en torno a once salas de carácter temático y un vestíbulo principal presidido por un mural del pintor belga Jean Pierre Hock y una reproducción del acrílico Lanzarote de César Manrique (1953). La exhibición incluye una amplia selección de fotografías, objetos y modelos de aviones, recorriendo las décadas en orden cronológico.

## Detalles de la exhibición
El recorrido por la exposición incluye la antigua torre de control y el área de facturación, así como la zona exterior ajardinada y el acceso a la primera zona de estacionamiento del aeropuerto, además de la sala de comunicaciones y meteorología del aeropuerto. Se resalta el contraste con las complejidades de las modernas instalaciones aeroportuarias de la actualidad.
En las distintas salas se exponen objetos antiguos relacionados con la aviación, maquetas de aeronaves de todas las épocas, fotografías, vídeos, documentación variada y numerosos objetos, entre ellos telégrafos antiguos, balizas, rudimentarios medidores de la velocidad del viento, teléfonos antiguos, cintas de embarque y cartas de navegación. Gran parte de la experiencia del visitante se apoya en las nuevas tecnologías multimedia a través de pantallas táctiles y proyectores de imágenes.
En su afán de resaltar el contraste entre lo histórico y lo moderno, el museo relata las diferencias entre la pequeña base militar de los años 1950 como lugar de recepción y las cuatro terminales de la actualidad, o entre el primer avión en aterrizar en Lanzarote, un antiguo Junkers 52 de Iberia y el supersónico Concorde de los años 1990. En las fotos se puede apreciar el contaste entre los dos pasajeros que viajaban en aquel Junkers 52 en su vuelo inaugural de 12 de junio de 1946 y los más de cinco millones de viajeros que pasan por el Aeropuerto de Lanzarote en la actualidad.
La exhibición incluye también un repaso de las décadas anteriores a la existencia del aeropuerto, con las arribadas de diferentes hidroaviones a Arrecife, como lo fue el aterrizaje forzoso en 1919 de los aviadores franceses Henry Lefranc y James Roujard en un biplaza Georges Levy G.L. 40. En 1924, Ramón Franco, hermano menor de Francisco Franco, aterrizó a bordo del famoso hidroavión Dornier Wall en la bahía arrecifeña. La famosa instantánea de este suceso, tomada por Aquiles Heitz, forma parte de la colección del museo.

## Actividades
El museo contiene numerosos elementos lúdicos para niños y adolescentes y ofrece la posibilidad de realizar visitas didácticas y educativas, a través de propuestas interactivas y participativas con la ayuda de aplicaciones informáticas, audiovisuales y multimedia.